# Phùng Tiểu Cương
Phùng Tiểu Cương (tiếng Trung: 冯小刚; bính âm: Feng Xiǎogāng; sinh ngày 10 tháng 10 năm 1958) là một đạo diễn điện ảnh người Trung Quốc. Ông nổi tiếng là một nhà làm phim thương mại rất thành công ở Trung Quốc. Ông cũng là đạo diễn Trung Quốc đầu tiên được in dấu tay và dấu chân ở nhà hát TLC Chinese .

## Sự nghiệp
Phùng Tiểu Cương sinh ngày 18 tháng 3 năm 1958, tại Bắc Kinh, Trung Quốc. Cha và mẹ của ông là giáo sư đại học và y tá của một nhà máy. Ông gia nhập Đoàn văn công Đại Quân khu Bắc Kinh với công việc là một nhà thiết kế sân khấu, sau khi ông tốt nghiệp bậc trung học. Khi chuyển ngành sang Công ty phát triển đô thị Bắc Kinh, ông vẫn tiếp tục công việc là phụ trách công tác văn thể..
Năm 1985, ông bắt đầu sự nghiệp điện ảnh của mình khi thực hiện công việc là một nhà thiết kế nghệ thuật tại Trung tâm Nghệ thuật Truyền hình Bắc Kinh. Sau đó, ông chuyển dần sang viết kịch bản cho phim.
Cuối năm những năm 1990, ông bắt đầu nổi tiếng với vai trò là đạo diễn cho bộ phim phim Giấc mơ Nhà máy (1997). Sau khi đạt được thành công khi đối mặt với sự cạnh tranh từ Hollywood trong lục địa Trung Quốc. Giáo sư Jason McGrath của Đại học Minnesota cho rằng: "Các bộ phim đang chiếu ở các rạp của Phùng Tiểu Cương là đại diện cho một mô hình mới của rạp chiếu phim quốc gia Trung Quốc đã định vị...." 
Phùng Tiểu Cương còn nổi tiếng khi ông thực hiện làm các phim hài. Trong những năm gần đây, ông đã chuyển sang thể loại phim bộ truyền hình.
Năm 1999, ông kết hôn với nữ diễn viên Từ Phàm (徐帆).

### Đạo diễn
| Năm  | Tên                          | Tên gốc      | Chú thích |
| ---- | ---------------------------- | ------------ | --- |
| 1994 | Gone Forever with My Love    | 永失我爱     | |
| 1997 | The Dream Factory            | 甲方乙方     | Giải Bách Hoa lần thứ 21 cho Phim xuất sắc nhất |
| 1998 | Be There or Be Square        | 不见不散     | |
| 1999 | Sorry Baby                   | 没完没了     | |
| 2000 | Sigh                         | 一声叹息     | Liên hoan phim quốc tế Cairo - Kim tự tháp Vàng cho Phim hay nhất                                                                                              |
| 2001 | Đại uyển                     | 大腕         | Giải Bách Hoa lần thứ 25 cho Phim xuất sắc nhất |
| 2003 | Cell Phone                   | 手机         | Giải Bách Hoa lần thứ 27 cho Phim xuất sắc nhất |
| 2004 | Thiên hạ vô tặc              | 天下无贼     | Giải Kim Mã cho kịch bản chuyển thể xuất sắc nhất |
| 2006 | Dạ yến                       | 夜宴         | Giải Kim Mã lần thứ 43 - Chỉ đạo nghệ thuật xuất sắc nhất, Thiết kế Trang phục & Hóa trang Xuất sắc nhất                                                       |
| 2007 | Hiệu lệnh tập kết            | 集结号       | Giải thưởng Điện ảnh Hồng Kông lần thứ 28 - phim châu Á xuất sắc nhất Liên hoan phim quốc tế Bình Nhưỡng - phim xuất sắc nhất, đạo diễn xuất sắc nhất          |
| 2008 | If You Are the One           | 非诚勿扰     | |
| 2010 | Aftershock                   | 唐山大地震   | Được chọn làm đại diện cho Trung Quốc tham gia hạng mục Phim nói tiếng nước ngoài hay nhất tại Giải Oscar cho phim quốc tế hay nhất tại Giải Oscar lần thứ 83. |
| 2010 | If You Are the One 2         | 非诚勿扰 2   | |
| 2012 | Back to 1942                 | 一九四二     | |
| 2015 | Lão pháo nhi                 | 私人订制     | |
| 2016 | Tôi không phải Phan Kim Liên | 我不是潘金莲 | Giải Kim Mã lần thừ 53 - Đạo diễn xuất sắc nhất |
| 2017 | Phương Hoa                   | 芳华         | |
| 2019 | Only Cloud Knows             | 只有芸知道   | |
| 2021 | Bắc Triệt Nam Viên           | 北辙南辕     | |
| 2023 | Tiếng vọng                   | 回响         | |

### Biên kịch
| Năm  | Tên                  | Tên gốc    | Chú thích                                         |
| ---- | -------------------- | ---------- | ------------------------------------------------- |
| 1992 | After Separation     | 大撒把     |                                                   |
| 1994 | A Born Coward        | 天生胆小   |                                                   |
| 1997 | The Dream Factory    | 甲方乙方   |                                                   |
| 2001 | Đại uyển             | 大腕       |                                                   |
| 2004 | Thiên hạ vô tặc      | 天下无贼   | Giải Kim Mã cho kịch bản chuyển thể xuất sắc nhất |
| 2008 | If You Are the One   | 非诚勿扰   |                                                   |
| 2010 | If You Are the One 2 | 非诚勿扰 2 |                                                   |

### Diễn viên
| Năm  | Tên                               | Tên gốc        | Vai diễn                                   | Chú thích                                        |
| ---- | --------------------------------- | -------------- | ------------------------------------------ | ------------------------------------------------ |
| 1994 | In the Heat of the Sun            | 阳光灿烂的日子 | ông Hu                                     |                                                  |
| 1997 | The Dream Factory                 | 甲方乙方       |                                            |                                                  |
| 2000 | Father                            | 爸爸           | Ma Linsheng                                |                                                  |
| 2001 | The Marriage Certificate          | 谁说我不在乎   |                                            |                                                  |
| 2002 | Cala, My Dog!                     | 卡拉是条狗     |                                            |                                                  |
| 2004 | Tuyệt đỉnh Kungfu                 | 功夫           | Thủ lĩnh Ngạc Ngư Bang                     |                                                  |
| 2005 | Tuổi thơ diệu kì                  | 童梦奇缘       | Kẻ lang thang                              |                                                  |
| 2007 | Trivial Matters                   | 破事儿         | Nhân viên tiếp thị cho Assassins           |                                                  |
| 2009 | Đại nghiệp kiến quốc              | 建国大业       | Đỗ Nguyệt Sanh, Trùm Thượng Hải Thanh bang |                                                  |
| 2010 | True Legend                       | 苏乞儿         | Cameo                                      |                                                  |
| 2010 | Let the Bullets Fly               | 让子弹飞       | Sư gia                                     |                                                  |
| 2012 | The Monkey King: Uproar in Heaven | 大闹天宫       |                                            |                                                  |
| 2015 | Lão pháo nhi                      | 老炮儿         | lão Lục                                    | Giải Kim Mã lần thứ 52 - Diễn viên xuất sắc nhất |
| 2016 | Bodi - Chú chó mê nhạc rock       | 摇滚藏獒       | Germur                                     | Lồng tiếng                                       |
| 2023 | Hachiko                           | 忠犬八公       |                                            |                                                  |

## Giải thưởng
Phùng Tiểu Cương đoạt nhiều giải thưởng về thiết kế mỹ thuật khi tham gia sản xuất nhiều phim truyền hình như: Đại lâm táng, Cảnh sát mặc áo dân sự, Trai tài gái sắc, Khải hoàn lúc nửa đêm....